# Anaecypris hispanica
Anaecypris hispanica är en fiskart som först beskrevs av Steindachner, 1866.  Anaecypris hispanica ingår i släktet Anaecypris och familjen karpfiskar. IUCN kategoriserar arten globalt som starkt hotad. Inga underarter finns listade i Catalogue of Life.

## Bildgalleri

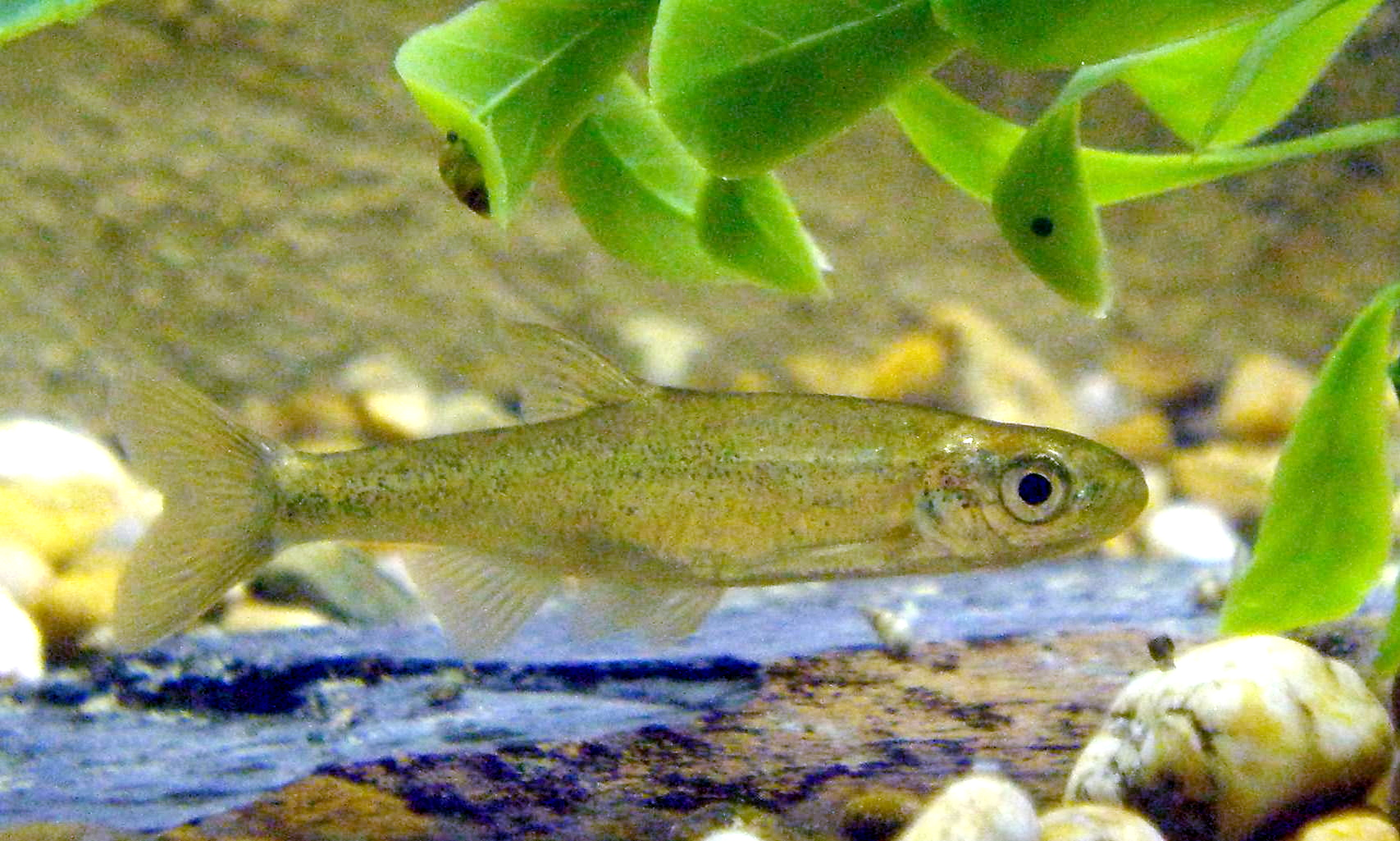
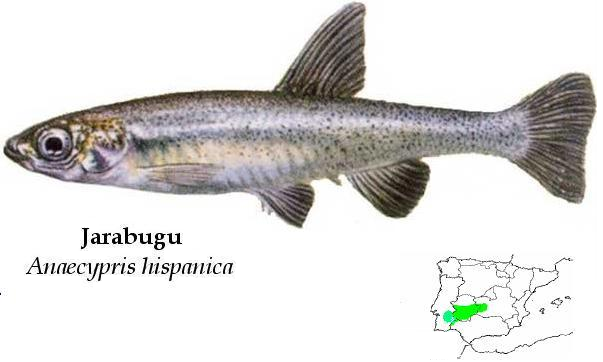
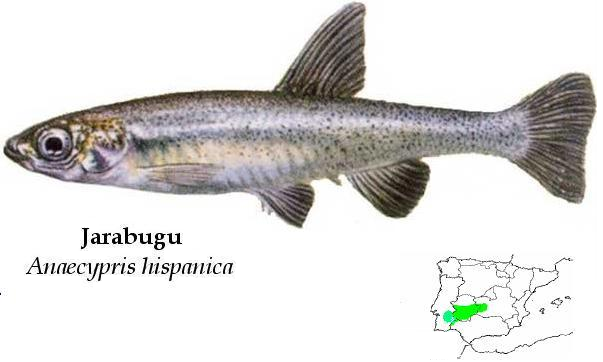
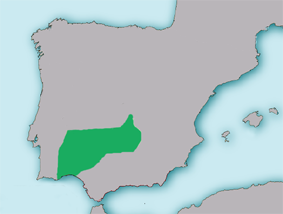